# Saint-Symphorien-de-Lay
Saint-Symphorien-de-Lay é uma comuna francesa na região administrativa de Auvérnia-Ródano-Alpes, no departamento de Loire. Estende-se por uma área de 33,57 km². Em 2010 a comuna tinha 1 932 habitantes (densidade: 57,6 hab./km²).